# Anna Wohlin
Anna Wohlin (ur. 1946 w Sztokholmie) – szwedzka modelka i tancerka, była ostatnią dziewczyną Briana Jonesa – założyciela i członka zespołu The Rolling Stones.

## Życiorys
W czasie gdy poznała Briana Jonesa wiosną 1969 była studentką w Londynie. Jones szybko zakochał się w niej i zaprosił do wspólnego zamieszkania w nowo zakupionej rezydencji Cotchford Farm w Susseksie. Anna Wohlin przeniosła się do Briana Jonesa w maju 1969, gdzie mieszkała aż do jego tajemniczej śmieci w nocy z 2/3 lipca 1969.
8 czerwca 1969 Anna Wohlin była świadkiem spotkania gdy Mick Jagger, Keith Richards i Charlie Watts odwiedzili Briana Jonesa (na niespełna miesiąc przed jego śmiercią), aby zakomunikować mu że postanowili usunąć go z zespołu.
Po śmierci Briana Jonesa wróciła do Szwecji, gdzie wspólnie z dziennikarką muzyczną Christine Lindsjoo napisała książkę „The Murder of Brian Jones”, w której opisuje ostatnie miesiące życia Briana Jonesa oraz szczegóły jego śmierci, twierdząc, iż było to morderstwo, a w jego tuszowaniu uczestniczyli ludzie z otoczenia The Rolling Stones. Anna Wohlin twierdzi również, że mordercą Briana Jonesa był jeden z pracowników budowlanych zatrudnionych w jego domu, a morderstwo było częścią większego spisku.